# 十月镇 (哈巴罗夫斯克边疆区)
十月镇（羅馬化：Oktyabrʹskiy）是俄罗斯哈巴罗夫斯克边疆区的市级镇，为瓦尼诺区第二大聚居地。地处哈巴罗夫斯克边疆区东南部，位于区行政中心瓦尼诺南侧、边疆区首府哈巴罗夫斯克（伯力）东北方，有小河穿过。附近城市有苏维埃港。
镇内设有铁路车站，位于阿穆尔河畔共青城－苏维埃港线上。
该地2022年人口有5,454人；2010年人口6,240；2002年人口6,524；1989年人口7,966。